# Niederreifenberg
Niederreifenberg ist ein Ortsteil der Gemeinde Schmitten im Taunus im südhessischen Hochtaunuskreis.

## Geografische Lage

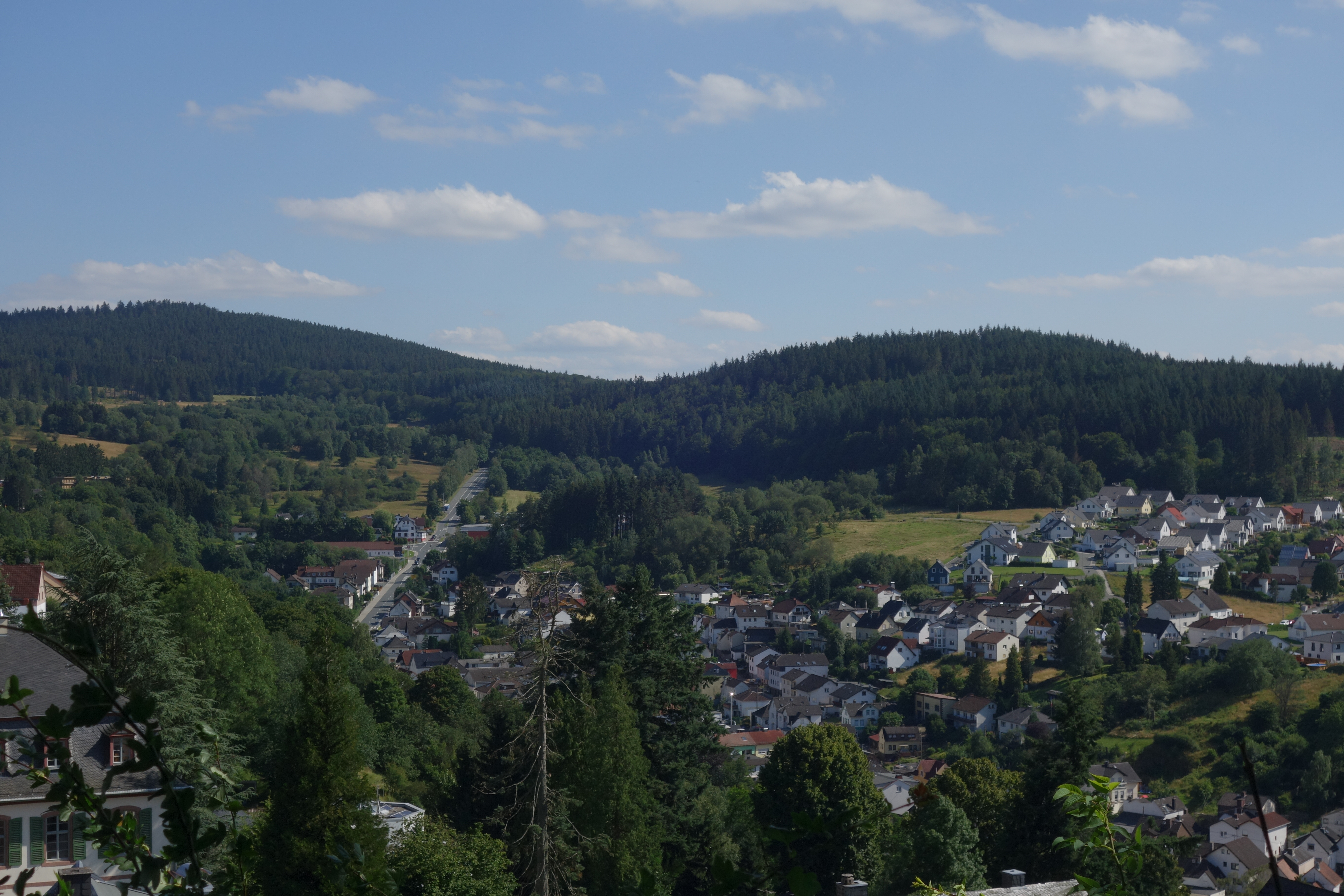
Blick von Burg Reifenberg auf Niederreifenberg und die Berge Kleiner Feldberg (links) und Weilsberg (rechts)

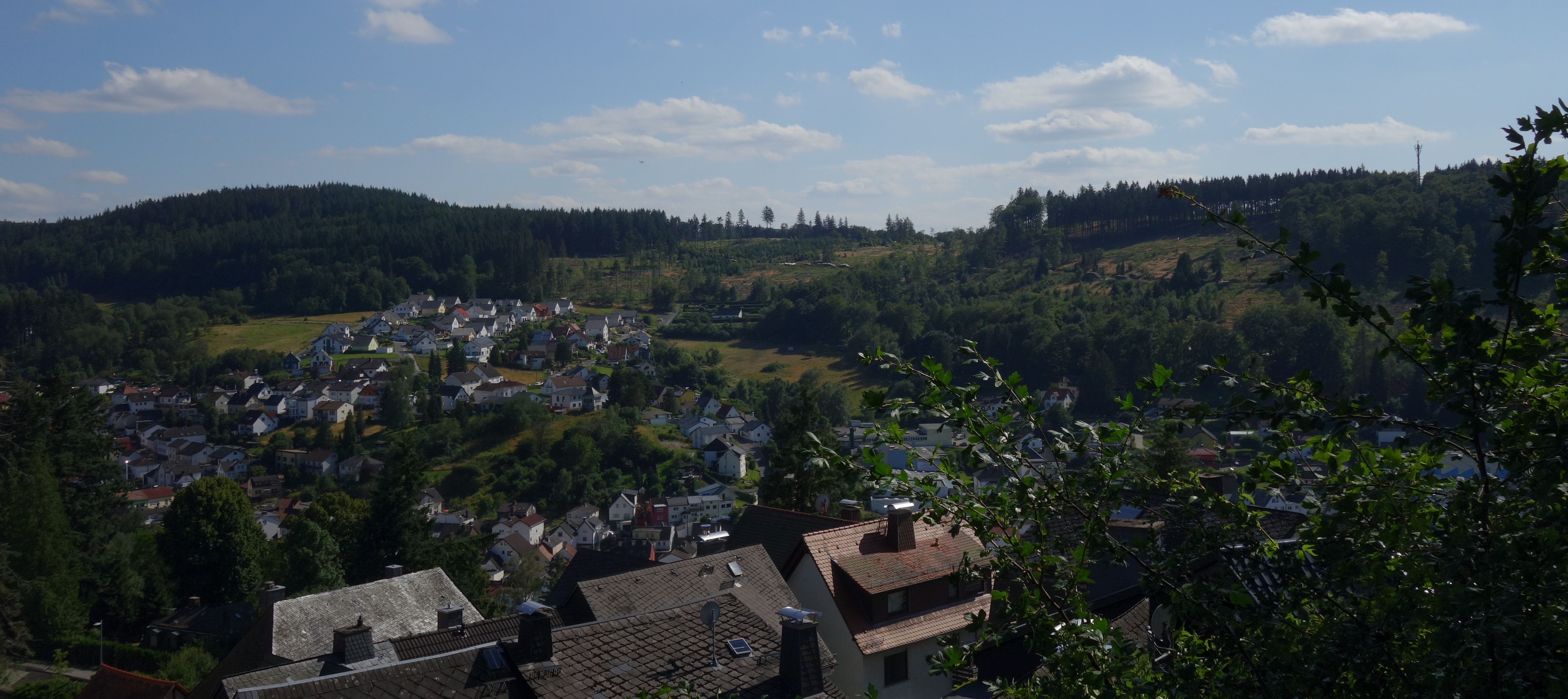
Weilsberg (links) neben dem Hühnerberg (rechts)

Zur Gemarkung von Niederreifenberg gehört der höchste Berg im Taunus, der Große Feldberg. Die Ortslage liegt ca. 350 Meter nördlich unterhalb des Gipfels auf 545 Metern und damit unterhalb des Nachbarortsteils Oberreifenberg.
Der Ort Niederreifenberg liegt im Weiltal unterhalb des Weilsbergs und des Hühnerbergs. Durch den Ort führt die Landesstraße L3025, die vom Roten Kreuz nach Schmitten führt. Oberhalb des Ortes befinden sich die „Reifenberger Wiesen“, ein Naturschutzgebiet, bestehend aus im Taunus selten gewordenen Magerwiesen. Ohne menschliche Eingriffe würden sich im Taunus Buchenwälder entwickeln. Die Reifenberger Wiesen verdanken ihre Existenz den mittelalterlichen Bewohnern, die den Wald rodeten und die Flächen als „Huteweiden“ also als Weideflächen, auf denen das Vieh unter Aufsicht von Hirten weidete, nutzten. Da diese Wiesen aufgrund der Höhenlage und Bodenqualität nicht sehr ergiebig waren, ist die landwirtschaftliche Nutzung nicht mehr rentabel. Zur Erhaltung dieses – heute als Naturschutzgebiet geschützten – Lebensraumes ist ein regelmäßiges Mähen notwendig, um die Verbuschung zu vermeiden.

## Geschichte

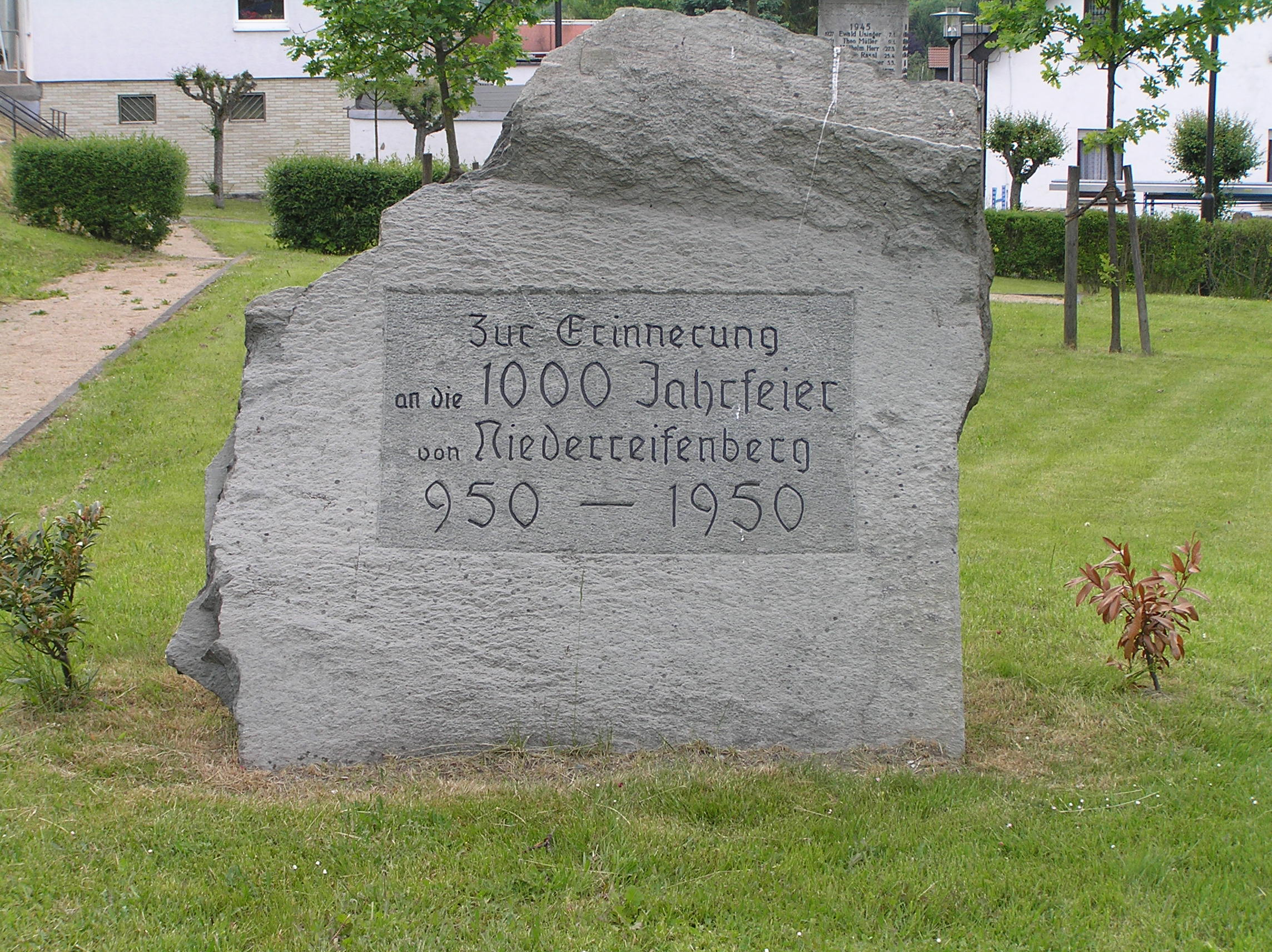
Gedenkstein 1000-Jahre-Feier

### Ersterwähnung
Die Ersterwähnung des Ortes Reifenberg im Jahr 950 ist nach neueren Forschungen nicht mehr haltbar.
Noch 1950 wurde durch Bürgermeister Magnus Buch neben dem Kriegerdenkmal ein Gedenkstein zum 1000-jährigen Jubiläum eingeweiht.

### Chronik
Die älteste bekannte schriftliche Erwähnung des Ortes Reifenberg erfolgte unter dem Namen Rifinberg und wird in die Zeit 1215–1222 datiert. Die Geschichte des Ortes ist eng mit der Burg Reifenberg verbunden die ab 1331 belegt ist.
Der Ort gehörte im Mittelalter zum Herrschaftsbereich der Hattsteiner und später derer von Reifenberg. Mit dem Aussterben dieses Adelsgeschlechtes fiel das Amt Reifenberg 1686 an die Grafen Waldbott von Bassenheim. Der Reichsdeputationshauptschluss 1803 regelte einen erneuten Besitzwechsel. Nun gehörte das Amt Reifenberg zu Nassau-Usingen bzw. ab 1806 zum Herzogtum Nassau. Das Amt Reifenberg wurde 1810 aufgelöst und Niederreifenberg wurde dem Amt Usingen zugeordnet. Nach der Annexion durch Preußen wurde Niederreifenberg 1886 Teil des neuen Landkreises Usingen.
Das weitaus überwiegend katholische Niederreifenberg war im Deutschen Kaiserreich und der Provinz Hessen-Nassau eine Hochburg des Zentrums. Als 1887 im hiesigen Reichstagswahlkreis Regierungsbezirk Wiesbaden 1 mit Carl Wolf erstmals ein Zentrumsabgeordneter in den Reichstag gewählt wurde, erhielt Wolf in Niederreifenberg 47 Stimmen (die DFP 32 die SPD 14 und die NLP 4). Noch deutlicher wurde das Ergebnis in der Stichwahl, als Wolf 83 und sein Gegenkandidat von der SPD 17 Stimmen erhielt.
Der Ort Reifenberg wird 1848 im Rahmen einer nassauischen Verwaltungsverfügung in Nieder- und Oberreifenberg aufgeteilt.
Auch in der Weimarer Republik blieb das Zentrum weitaus stärkste Kraft. Ferner waren die Gewinne der NSDAP am Ende von Weimar hier wesentlich geringer als im Reich insgesamt.
| Wahl     | DNVP | DVP | Zentrum | DDP | SPD | USPD | KPD | NSDAP | Sonst |
| -------- | ---- | --- | ------- | --- | --- | ---- | --- | ----- | ----- |
| 1919     | 0    | 0   | 260     | 0   | 138 | 0    | 0   | 0     | 0     |
| 1920     | 0    | 4   | 279     | 0   | 49  | 80   | 0   | 0     | 0     |
| 1924 (1) | 5    | 7   | 397     | 9   | 19  | 4    | 31  | 0     | 1     |
| 1924 (2) | 5    | 13  | 295     | 13  | 33  | 4    | 30  | 2     | 0     |
| 1928     | 7    | 5   | 244     | 3   | 76  | 3    | 1   | 0     | 34    |
| 1930     | 10   | 3   | 302     | 13  | 44  | 1    | 21  | 54    | 18    |
| 1932 (1) | 4    | 4   | 284     | 2   | 86  | 0    | 29  | 99    | 5     |
| 1932 (2) | 8    | 0   | 241     | 2   | 53  | 0    | 16  | 118   | 3     |
| 1933     | 13   | 2   | 258     | 1   | 45  | 0    | 6   | 162   | 0     |

Nach dem Ersten Weltkrieg blieb Niederreifenberg als Teil des „Brückenkopfes Mainz“ französisch besetzt und Teil des Kreises Königstein. Niederreifenberg kehrte auch im Rahmen der Neuordnung der Kreise im Rhein-Main-Gebiet ab 1. Oktober 1928 nicht in den Kreis Usingen zurück, sondern wurde Teil des Main-Taunus-Kreises. Niederreifenberg war mit Ausnahme der Zeit von 1939 bis 1945 bis zur Gebietsreform in Hessen eigenständig. 
Vom 1. April 1939 bis zum 1. Oktober 1948 erneute Zusammenlegung von Niederreifenberg und Oberreifenberg zur Gemeinde Reifenberg

### Gebietsreform
Im Zuge der Gebietsreform in Hessen schlossen sich zum 31. Dezember 1971 die Gemeinden Niederreifenberg und Oberreifenberg erneut zur Gemeinde Reifenberg zusammen. Damit wollten sie den Zusammenschluss mit Schmitten zuvorzukommen. Die Gemeinde Reifenberg bestand aber nur wenige Monate. Zum 1. August 1972 verlor sie kraft Landesgesetz ihre Eigenständigkeit und Niederreifenberg ist seither Ortsteil der Gemeinde Schmitten.
Ortsbezirke nach der Hessischen Gemeindeordnung wurden in Schmitten nicht gebildet.

### Territorialgeschichte und Verwaltung im Überblick
Die folgende Liste zeigt im Überblick die Territorien, in denen Reifenberg bzw. Niederreifenberg lagen, bzw. die Verwaltungseinheiten, denen sie unterstanden:
- vor 1806: Heiliges Römisches Reich, Herrschaft Reifenberg
- ab 1806: Deutscher Bund, Herzogtum Nassau, Amt Reifenberg
- ab 1816: Deutscher Bund, Herzogtum Nassau, Amt Usingen
- ab 1849: Deutscher Bund, Herzogtum Nassau, Kreisamt Idstein
- ab 1854: Deutscher Bund, Herzogtum Nassau, Amt Usingen
- ab 1867: Norddeutscher Bund, Königreich Preußen, Provinz Hessen-Nassau, Regierungsbezirk Wiesbaden, Obertaunuskreis (Trennung zwischen Justiz (Amtsgericht Usingen) und Verwaltung)
- ab 1871: Deutsches Reich, Königreich Preußen, Provinz Hessen-Nassau, Regierungsbezirk Wiesbaden, Obertaunuskreis
- ab 1918: Deutsches Reich, Freistaat Preußen, Provinz Hessen-Nassau, Regierungsbezirk Wiesbaden, Obertaunuskreis
- ab 1886: Deutsches Reich, Königreich Preußen, Provinz Hessen-Nassau, Regierungsbezirk Wiesbaden, Kreis Usingen
- ab 1932: Deutsches Reich, Königreich Preußen, Provinz Hessen-Nassau, Regierungsbezirk Wiesbaden, Obertaunuskreis
- ab 1933: Deutsches Reich, Königreich Preußen, Provinz Hessen-Nassau, Regierungsbezirk Wiesbaden, Landkreis Usingen
- ab 1944: Deutsches Reich, Freistaat Preußen, Provinz Nassau, Landkreis Usingen
- ab 1945: Amerikanische Besatzungszone, Groß-Hessen, Regierungsbezirk Wiesbaden, Landkreis Usingen
- ab 1949: Bundesrepublik Deutschland, Land Hessen, Regierungsbezirk Wiesbaden, Landkreis Usingen
- ab 1968: Bundesrepublik Deutschland, Land Hessen, Regierungsbezirk Darmstadt, Landkreis Usingen
- am 31. Dezember 1971 zur Gemeinde Reifenberg
- am 1. August 1972 als Ortsteil zur Gemeinde Schmitten
- ab 1972: Bundesrepublik Deutschland, Land Hessen, Regierungsbezirk Darmstadt, Hochtaunuskreis

### Einwohnerentwicklung

#### Einwohnerzahlen
| Niederreifenberg: Einwohnerzahlen von 1834 bis 2021 | Niederreifenberg: Einwohnerzahlen von 1834 bis 2021 | Niederreifenberg: Einwohnerzahlen von 1834 bis 2021 | Niederreifenberg: Einwohnerzahlen von 1834 bis 2021 | Niederreifenberg: Einwohnerzahlen von 1834 bis 2021 |
| --- | --------------------------------------------------- | --------------------------------------------------- | --------------------------------------------------- | --------------------------------------------------- |
| Jahr |                                                     |                                                     |                                                     | Einwohner                                           |
| 1834 | 1834                                                |                                                     | 444                                                 | 444                                                 |
| 1840 | 1840                                                |                                                     | 456                                                 | 456                                                 |
| 1846 | 1846                                                |                                                     | 470                                                 | 470                                                 |
| 1852 | 1852                                                |                                                     | 493                                                 | 493                                                 |
| 1858 | 1858                                                |                                                     | 469                                                 | 469                                                 |
| 1864 | 1864                                                |                                                     | 532                                                 | 532                                                 |
| 1871 | 1871                                                |                                                     | 556                                                 | 556                                                 |
| 1875 | 1875                                                |                                                     | 608                                                 | 608                                                 |
| 1885 | 1885                                                |                                                     | 620                                                 | 620                                                 |
| 1895 | 1895                                                |                                                     | 692                                                 | 692                                                 |
| 1905 | 1905                                                |                                                     | 780                                                 | 780                                                 |
| 1910 | 1910                                                |                                                     | 831                                                 | 831                                                 |
| 1925 | 1925                                                |                                                     | 825                                                 | 825                                                 |
| 1939 | 1939                                                |                                                     | ?                                                   | ?                                                   |
| 1946 | 1946                                                |                                                     | ?                                                   | ?                                                   |
| 1950 | 1950                                                |                                                     | 1.108                                               | 1.108                                               |
| 1956 | 1956                                                |                                                     | 1.140                                               | 1.140                                               |
| 1961 | 1961                                                |                                                     | 1.189                                               | 1.189                                               |
| 1967 | 1967                                                |                                                     | 1.372                                               | 1.372                                               |
| 1970 | 1970                                                |                                                     | 1.346                                               | 1.346                                               |
| 1980 | 1980                                                |                                                     | ?                                                   | ?                                                   |
| 1990 | 1990                                                |                                                     | ?                                                   | ?                                                   |
| 2000 | 2000                                                |                                                     | ?                                                   | ?                                                   |
| 2011 | 2011                                                |                                                     | 1.362                                               | 1.362                                               |
| 2021 | 2021                                                |                                                     | 1.546                                               | 1.546                                               |
| Datenquelle: Historisches Gemeindeverzeichnis für Hessen: Die Bevölkerung der Gemeinden 1834 bis 1967. Wiesbaden: Hessisches Statistisches Landesamt, 1968. Weitere Quellen: LAGIS; Gemeinde Schmitten; Zensus 2011 |                                                     |                                                     |                                                     |                                                     |

#### Einwohnerstruktur
Nach den Erhebungen des Zensus 2011 lebten am Stichtag dem 9. Mai 2011 in Niederreifenberg 1362 Einwohner. Darunter waren 144 (10,6 %) Ausländer.
Nach dem Lebensalter waren 240 Einwohner unter 18 Jahren, 579 zwischen 18 und 49, 306 zwischen 50 und 64 und 237 Einwohner waren älter.
Die Einwohner lebten in 573 Haushalten. Davon waren 174 Singlehaushalte, 165 Paare ohne Kinder und 186 Paare mit Kindern, sowie 36 Alleinerziehende und 12 Wohngemeinschaften. In 111 Haushalten lebten ausschließlich Senioren und in 309 Haushaltungen lebten keine Senioren.

#### Religionszugehörigkeit
| • 1885: | 3 evangelische (= 0,48 %), 617 katholische (= 99,52 %) Einwohner    |
| • 1961: | 106 evangelische (= 8,92 %), 1067 katholische (= 89,74 %) Einwohner |

## Wappen
| Wappen von Niederreifenberg | Blasonierung: „In Silber zwei schwarze, schräg gelegte, sechsendige Hirschstangen zwischen drei roten Schrägbalken.“ |
| Wappen von Niederreifenberg | Das Wappen wurde am 30. Dezember 1953 durch das Hessische Innenministerium genehmigt.                                |

## Religion
Im Jahr 1898 wurde die alte katholische Taufkirche errichtet und 1906 bereits erweitert. Das unter Denkmalschutz stehende neoromanische Gebäude aus Taunusschiefer wurde 1980 profaniert und wird heute als Wohngebäude genutzt. Da der Dachreiter aus statischen Gründen nicht geeignet war, ein schweres Glockenwerk zu tragen, wurde 1925 etwa 120 Meter entfernt ein Glockenturm auf dem Johannisstein errichtet. Die Glocke wurde elektrisch von der Kirche aus ausgelöst. Auch nach dem Kirchenneubau ist der Glockenturm immer noch in Benutzung.
Die katholische Kirchengemeinde errichtet stattdessen 1980 die neue Kirche, die Johannes dem Täufer geweiht wurde. Das moderne achteckige Gebäude wird ergänzt um Pfarrhaus und Kindergarten im gleichen Komplex.

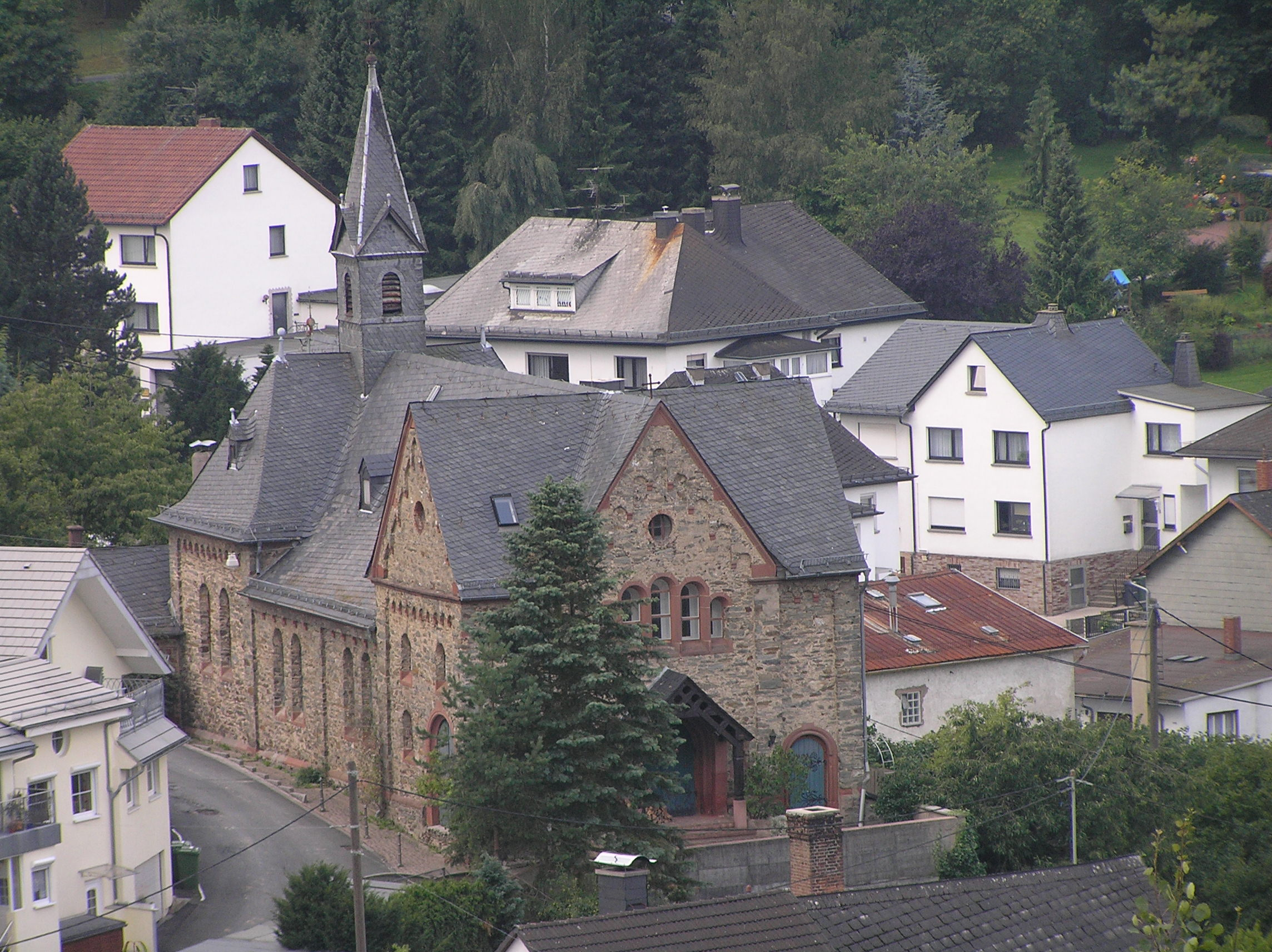
Alte Kirche (1898, erweitert 1906)
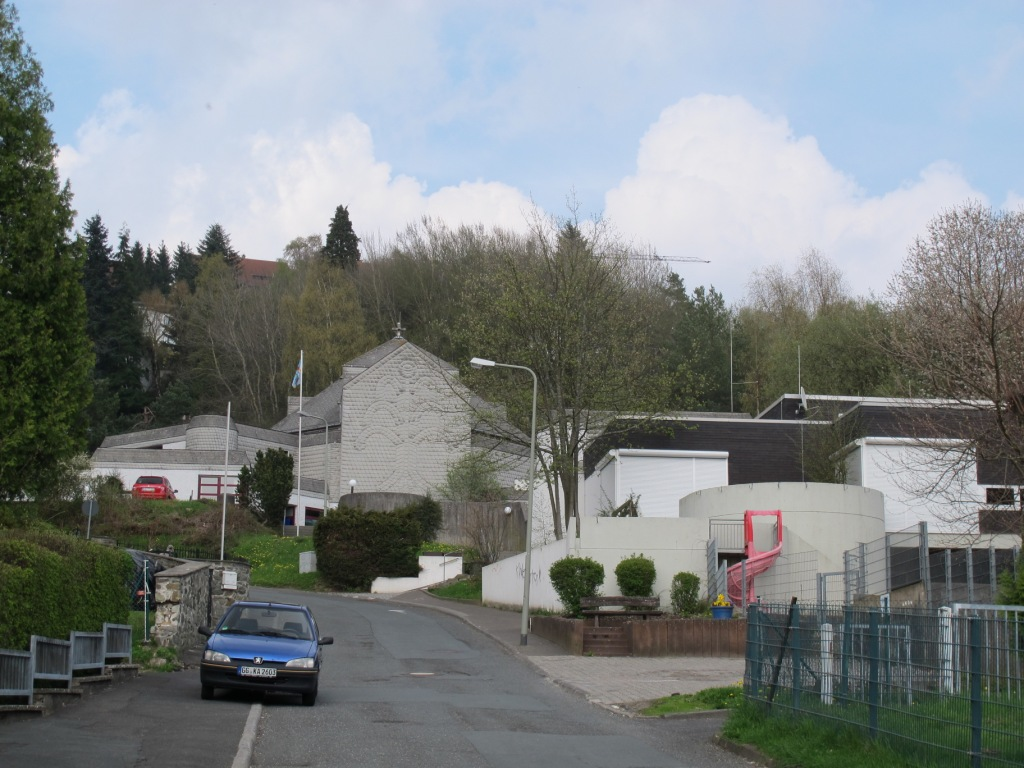
St. Johannes (1980), Außenbau
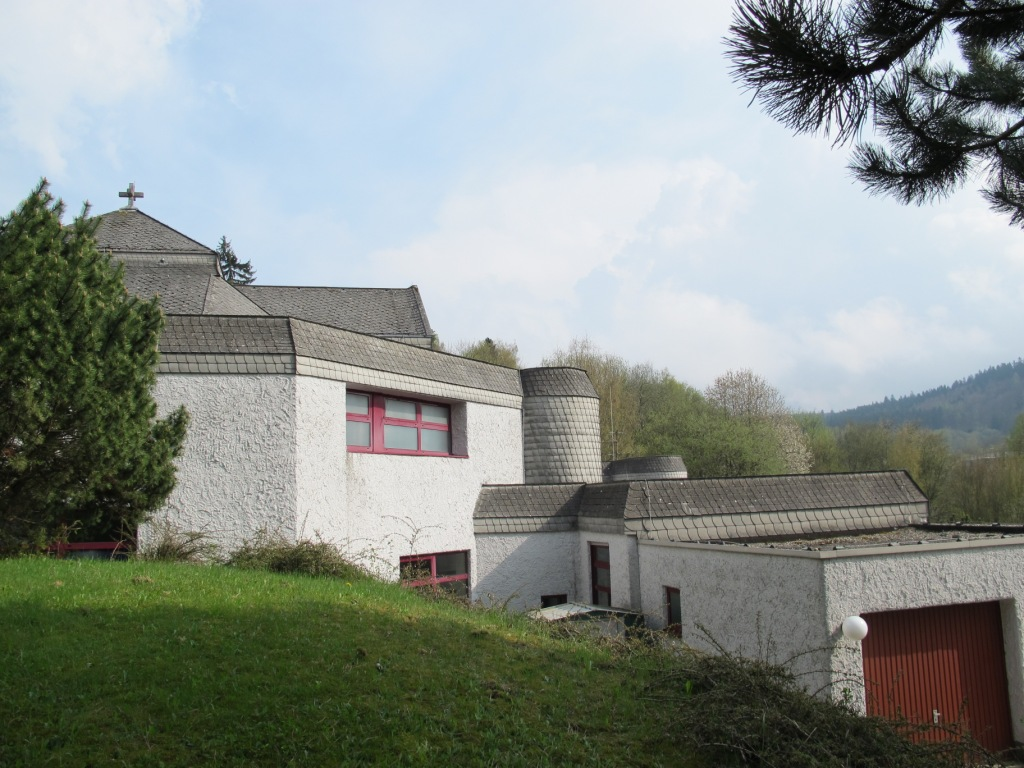
St. Johannes (1980), Detail des Außenbaus
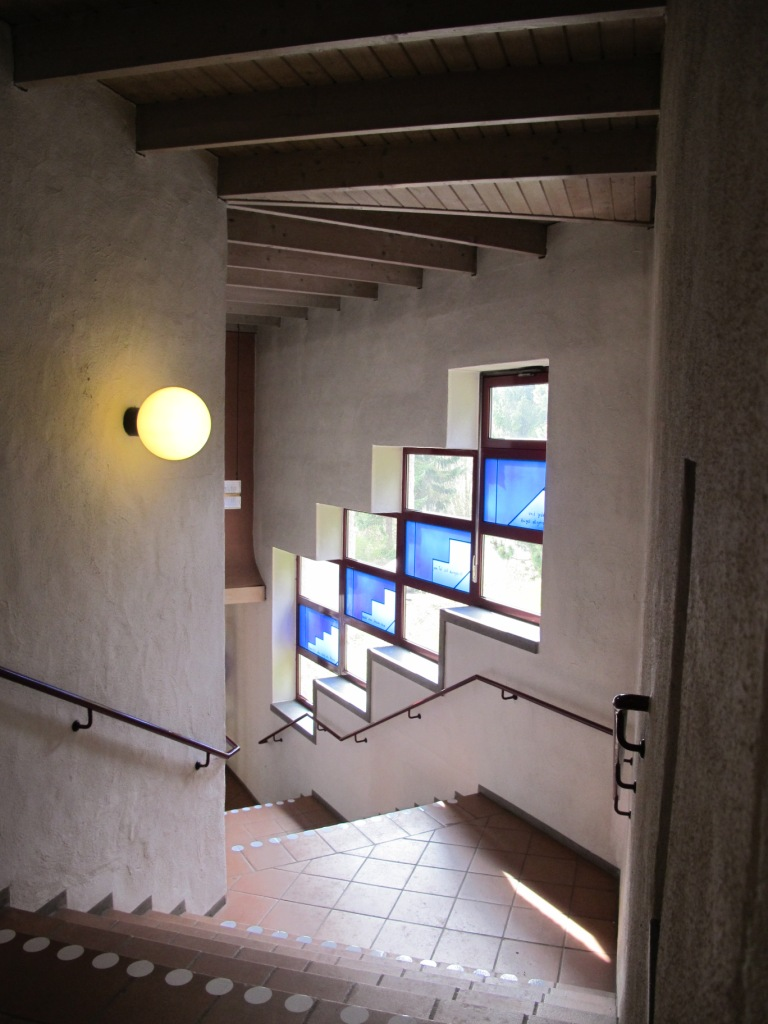
St. Johannes (1980), Aufgang zum Kirchenraum
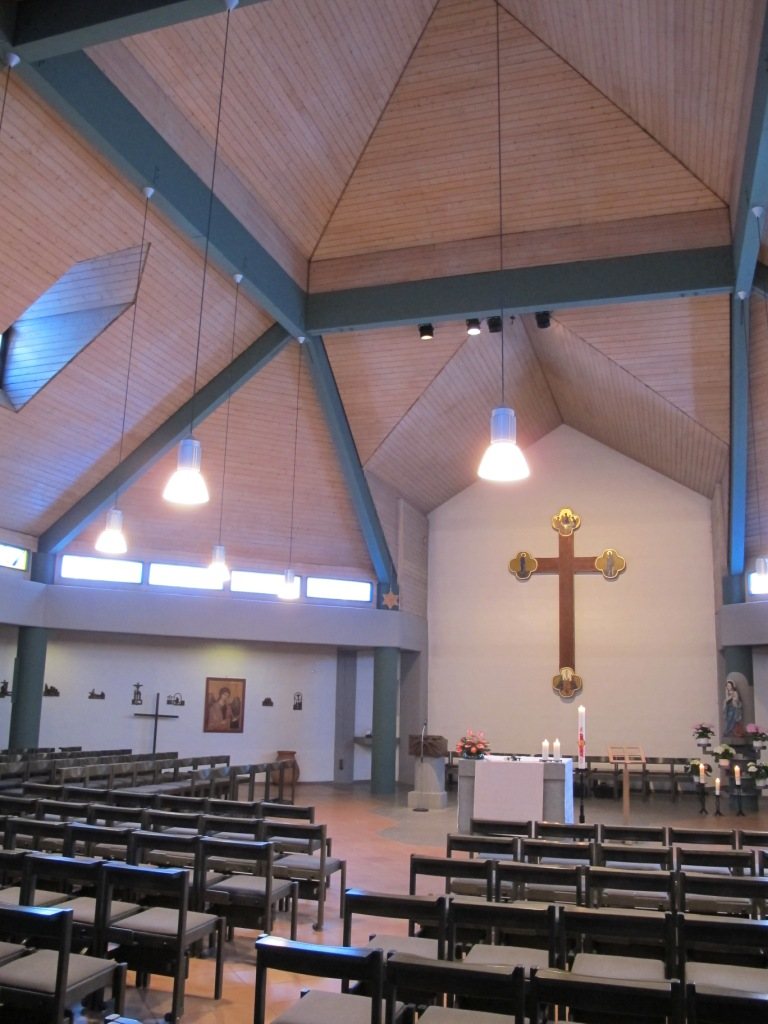
St. Johannes (1980), Kirchenraum
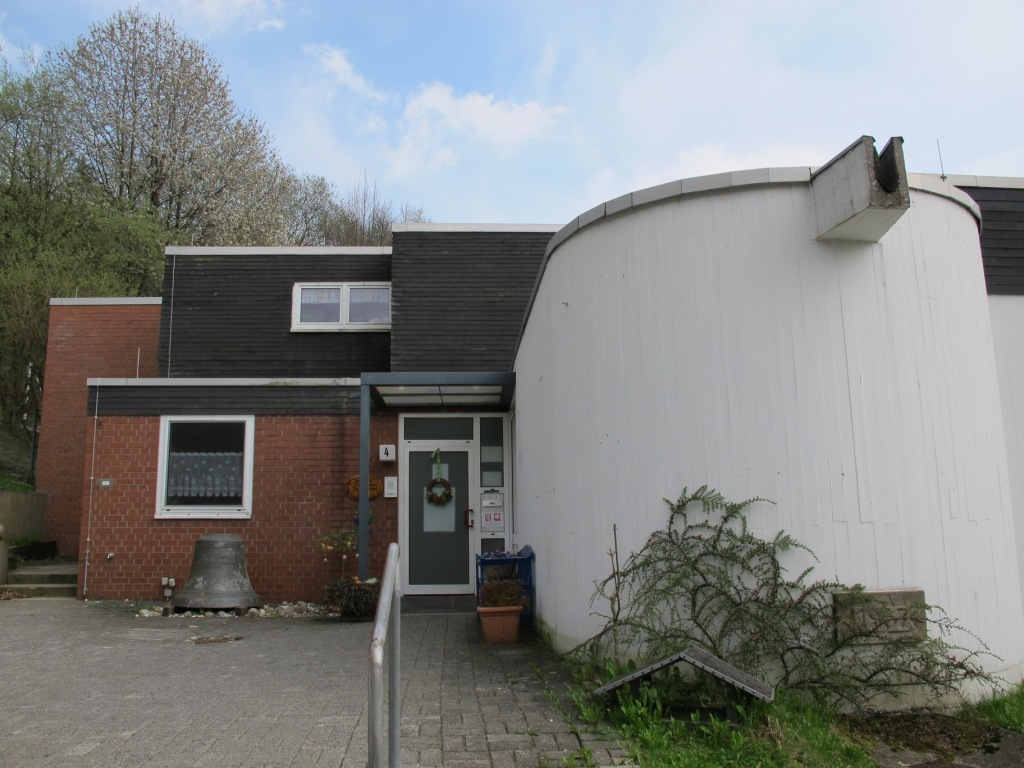
Kindergarten (Grundstein 1967) bei St. Johannes

## Kultur und Sehenswürdigkeiten

### Bauwerke
Für die unter Denkmalschutz stehenden Gebäude siehe die Liste der Kulturdenkmäler in Niederreifenberg.

### Naherholung

#### Großer Feldberg
Der Große Feldberg als höchster Berg des Taunus lockt jedes Jahr hunderttausende Besucher vor allem aus dem Rhein-Main-Gebiet an. In Oberreifenberg findet man Lifte zum Ski- und Rodelvergnügen. Hauptattraktion ist die Natur des Taunus und viele Kilometer gepflegter Wanderwege.

#### Limes
Der Limes als alte Grenze des römischen Reiches verläuft oberhalb von Niederreifenberg über den Taunuskamm. Auf dem Gebiet von Niederreifenberg liegt das Römerkastell Kleiner Feldberg. Die erhaltenen Grundmauern geben einen Einblick in die römische Geschichte.

#### Weilquelle
Wenige hundert Meter neben dem Römerkastell liegt die Quelle des Bächleins Weil. Geschmückt mit indianisch anmutenden Holzschnitzereien nimmt der Lauf der Weil hier seinen Beginn. Die Quelle wurde in neuerer Zeit erstmals 1911 durch den Taunusklub gefasst. Die Fassung wurde 1963 erneuert. Der Gedenkstein, der an diese Fassungen erinnert, befindet sich heute im Hessenpark.

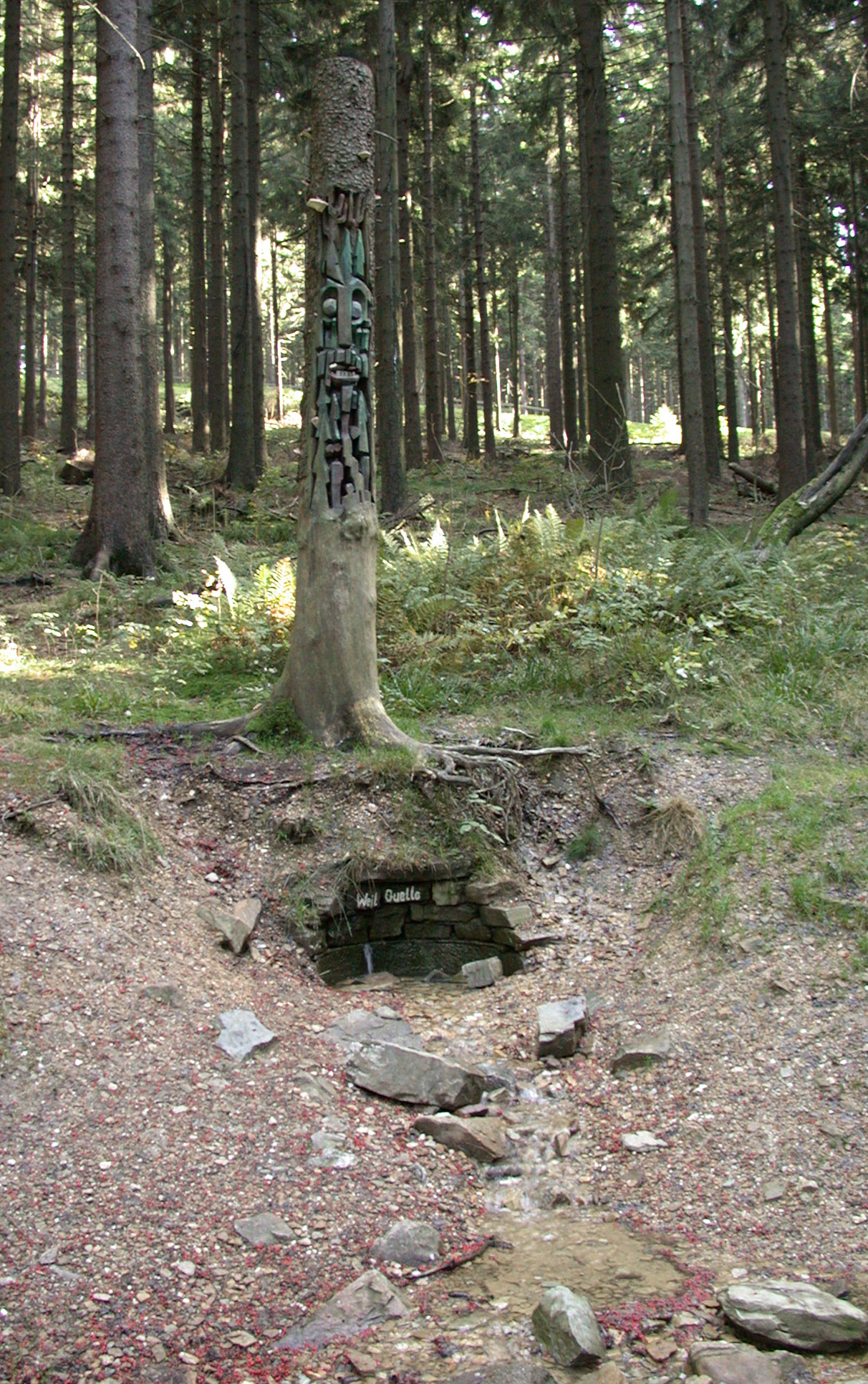
Weilquelle
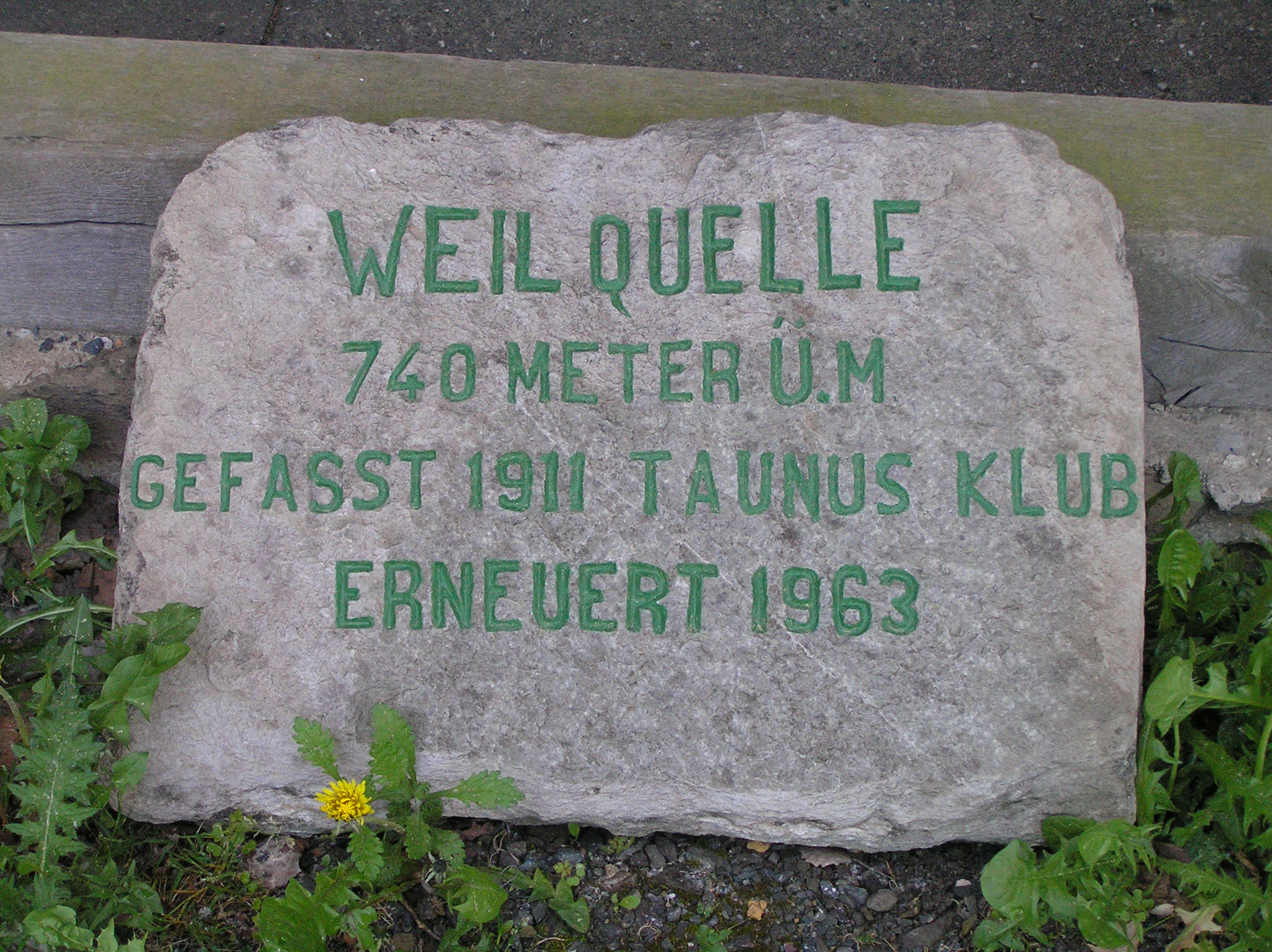
Weilquelle 1963

#### Wanderwege
Rund um den Großen Feldberg sowie den Weilsberg verlaufen eine Vielzahl von Wanderwegen. Vielfach reisen Naturfreunde mit dem Auto über den Taunuspass Rotes Kreuz, die auf Niederreifenberger Gebiet liegenden Verbindung zwischen Königstein und dem Weiltal, an.

### Vereine
Im Ort bestehen eine Reihe von Vereinen, die im Vereinsring Reifenberg (Vereinsring für Ober- und Niederreifenberg) zusammengeschlossen sind. Eine Auswahl dieser Vereine:
- FC 1953 Reifenberg (Fußballverein)
- JFC Eintracht Feldberg (Jugendfußballverein)
- Taunusklub Niederreifenberg
- Turn- und Sportgemeinde Niederreifenberg (Sportverein)
- VdK Niederreifenberg
- Taunus-Haie Schmitten (Tauchclub)

### Sport

#### Wintersport
1957 wurde mit Unterstützung von am Sandplacken stationierten Einheiten der US-Armee eine Skisprungschanze errichtet.

#### Halle und Sportanlage
1968 wurde durch die Gemeinde eine Sporthalle gebaut, die auch für kulturelle Veranstaltungen genutzt wurde. Diese Halle wurde ebenfalls als Schulturnhalle verwendet. Die Halle verfügte über einen großen Saal, einige Versammlungsräume und eine Küche zur Bewirtschaftung. Die Kosten des Baus betrugen etwa eine halbe Million DM. An die Halle angebaut befindet sich das Feuerwehrhaus der Freiwilligen Feuerwehr Niederreifenberg. Die daneben liegende gemeindeeigene Sportanlage „An der Weilquelle“ wurde nach dem Zweiten Weltkrieg durch amerikanische Besatzungstruppen errichtet. Mit schwerem Gerät wurde die ehemalige Müllkippe planiert und so eine ebene Fläche für die Sportfelder geschaffen.
Im Frühjahr 2010 wurde die bisherige Halle abgerissen und der Hochtaunuskreis baute für 6 Millionen Euro eine moderne 2-Felder-Halle als Sporthalle der Vereine und der Schule an gleicher Stelle.
2011 bis 2013 wurde die Sportanlage komplett saniert. Es entstand ein neuer Kabinentrakt, eine neue Tartanlaufbahn, eine neue Weitsprunggrube und einer der modernsten Kunstrasenplätze Hessens. Ein Großteil der Kosten für die Sanierung wurde durch die Fünf heimischen Vereine JFC Eintracht Feldberg, FC Reifenberg, SG Oberreifenberg, TSG Niederreifenberg und den Förderverein der Grundschule Niederreifenberg getragen. Der Zuschuss der Gemeinde Schmitten in Höhe von 150.000 € war vor den Kommunalwahlen in Hessen 2011 ein Politikum: Bürgermeister Kinkel legte Einspruch gegen den entsprechenden Beschluss der Gemeindevertretung ein, konnte den Bau aber nicht verhindern. Zusammen mit der neuen modernen Sporthalle spricht man mittlerweile zu Recht vom Sportzentrum Reifenberg.

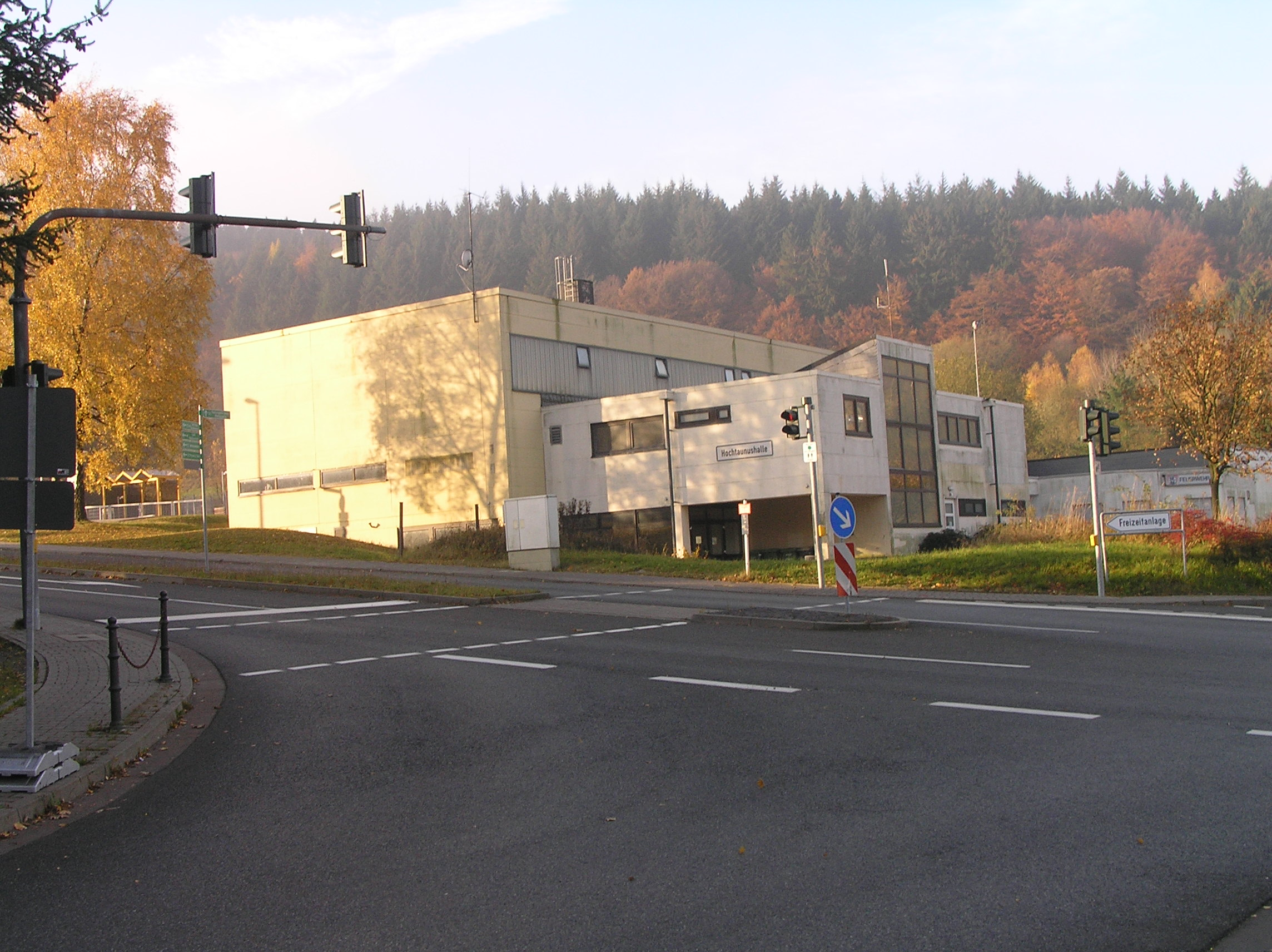
Alte Halle Niederreifenberg
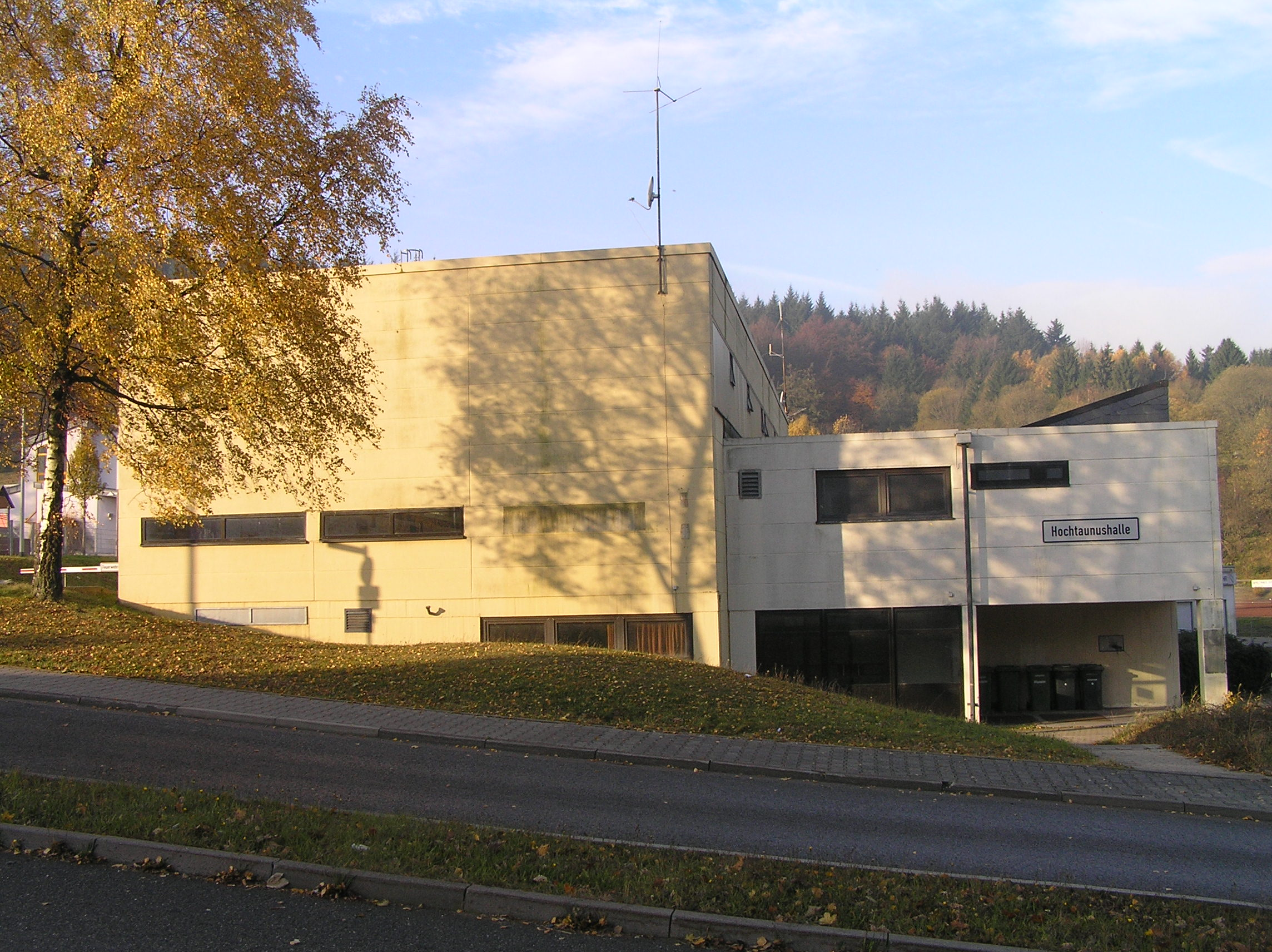
Alte Halle, Seitenansicht
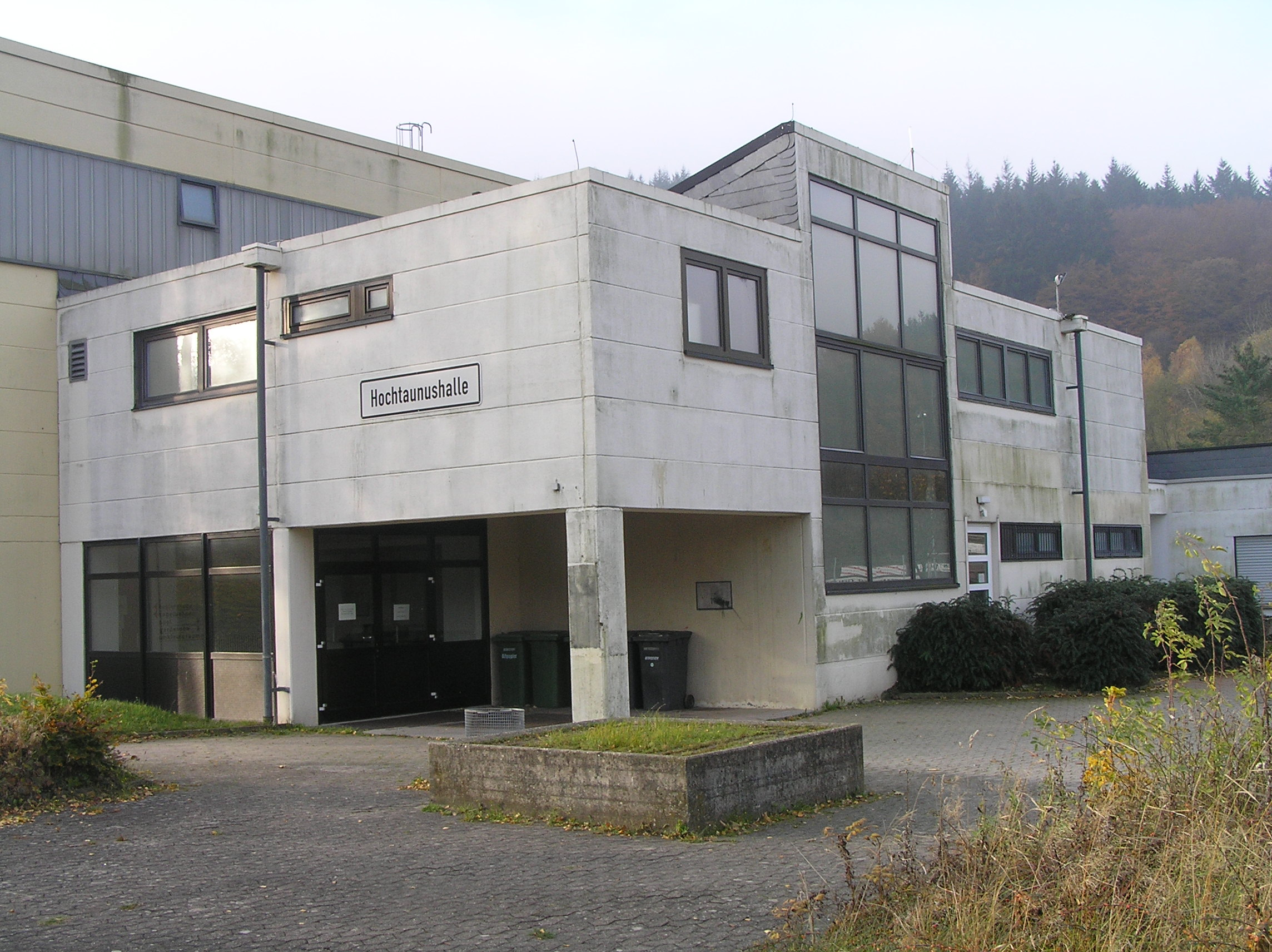
Eingangsbereich alte Halle Niederreifenberg
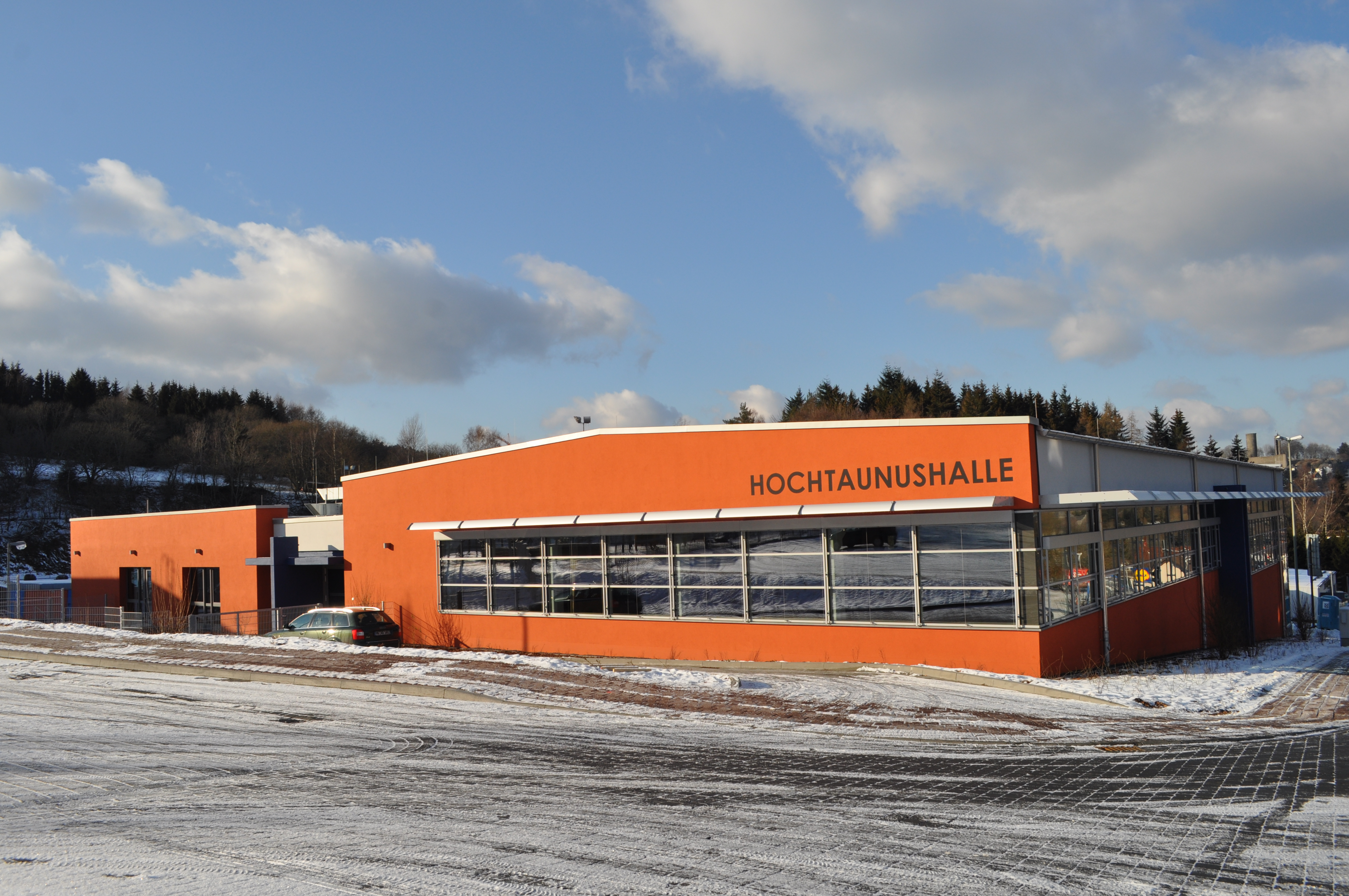
Neu gebaute Hochtaunushalle
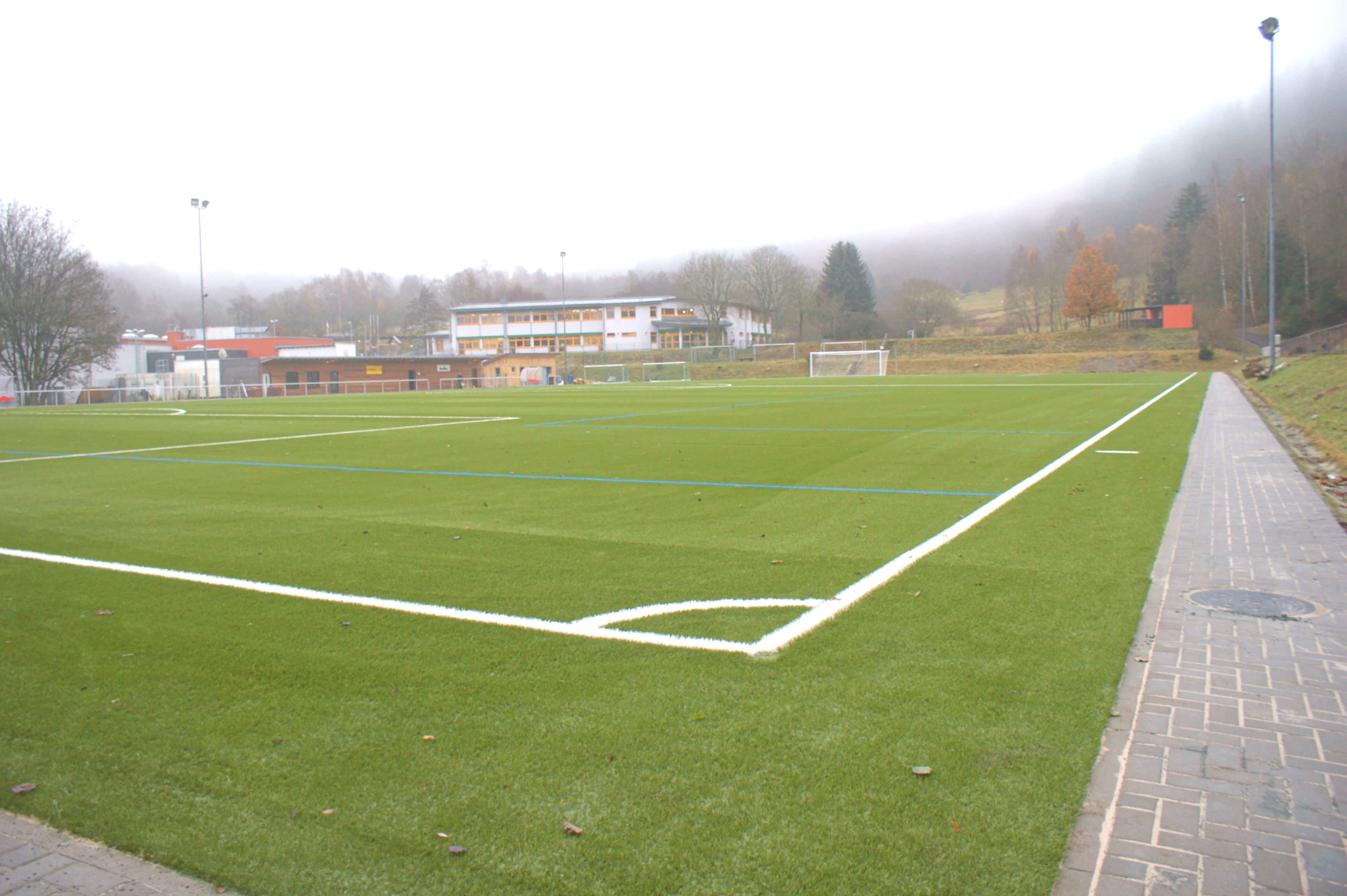
Der neue Kunstrasenplatz

#### Motorsport
In der Region des Großen Feldbergs wurde im Hochtaunus zwischen 1920 und 1954 auf verschiedenen Kursen das Feldbergrennen, ein Automobil- und Motorradrennen, ausgetragen. Es führte unter anderem durch Oberreifenberg und über den Gebirgspass Sandplacken.

## Wirtschaft und Infrastruktur

### Grundschule
Nachdem das alte Schulhaus in der Hauptstraße von 1840 zu klein geworden war, wurde im Jahr 1912 vom Architekten Karl Schweighöfer aus Usingen eine neue Schule (die heutige Alte Schule) in der Brunhildestraße errichtet. Einzelne Räume der Alten Schule wurden ab 1924 zeitweise auch als Rathaus genutzt. 1973 wurde die Grundschule Niederreifenberg mit der in Oberreifenberg organisatorisch zur Grundschule Reifenberg zusammengefasst. Unterrichtet wurde jedoch weiter an den beiden bisherigen Standorten. Nach dem Zweiten Weltkrieg wurde die Alte Schule um weitere Bauten rund um den Schulhof ergänzt: 1950 entstand ein Bau für Toiletten, die Feuerwehr und einen Versammlungssaal für das Bürgermeisteramt; 1964 wurde durch die Einführung des 9. Schuljahres in Pavillon mit zwei Unterrichtsräumen ergänzt. Die Alte Schule, die Gedanken der Heimatschutzbewegung aufnahm, steht unter Denkmalschutz.
1998 wurde durch den Hochtaunuskreis als Schulträger mit finanzieller Unterstützung der Gemeinde Schmitten am oberen Ortsrand die neue Grundschule Reifenberg gebaut. Die Fläche neben der Sportanlage und dem Dorfgemeinschaftshaus war vor dem Zweiten Weltkrieg als Müllkippe des Ortes genutzt worden. Während des Baus stellte sich heraus, dass das Erdreich kontaminiert war und aufwendig entsorgt werden musste. In der Grundschule Reifenberg werden sowohl die Kinder aus Ober- wie aus Niederreifenberg unterrichtet. Die Alte Schule wurde seit 1998 als Haus der Vereine genutzt und steht gegenwärtig zum Verkauf.

### Verkehr
Die Buslinie hat in Niederreifenberg drei Haltestellen.
Weiterhin fährt ein Shuttlebus am Wochenenden und Feiertagen insgesamt 14 Parkplätze um den Feldberg an.

## Persönlichkeiten
Ehrenbürger (der selbstständigen Gemeinde Niederreifenberg) 
- Joseph Wagenbach (1900–1980), Landtagsabgeordneter (1950)